# Mevlüt Uysal

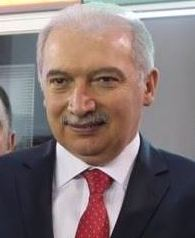
Mevlüt Uysal (2020)

Mevlüt Uysal (geboren 1966 in Alanya) ist ein türkischer Politiker und Anwalt. Er war von 2017 bis 2019 Bürgermeister der Stadt Istanbul.
Nach Abschluss der Grund- und Mittelschule in Alanya studierte er Rechtswissenschaften an der Universität Istanbul und schloss 1988 ab.
Uysal arbeitete als freiberuflicher Anwalt und war in der Politik tätig. Er war Mitbegründer der Bezirksorganisation der Adalet ve Kalkınma Partisi (AKP) in Küçükçekmece, Provinz Istanbul. Nach der Fusion von Bahçeşehir und Başakşehir zum Bezirk Başakşehir wurde er am 29. März bei der Kommunalwahl in der Türkei 2009 zum Bezirksbürgermeister von Başakşehir gewählt. Er wurde in der Kommunalwahl in der Türkei 2014 wiedergewählt.
Er wurde von der AKP als Bürgermeister von Istanbul nominiert, nachdem Bürgermeister Kadir Topbaş am 22. September 2017 sein Amt niedergelegt hatte. Uysal wurde am 28. September 2017 in der dritten Runde im Rat der Metropolregion Istanbul zum neuen Bürgermeister gewählt.
Uysal ist verheiratet und Vater von vier Kindern.